# Поквартирная рекуперация тепла
Поквартирная (индивидуальная) рекуперация тепла (от лат. recuperatio — обратное получение) — энергосберегающая технология, применяемая в современных жилых домах, основанная на принципе повторного использования тепла удаляемого отработанного воздуха квартиры для подогрева свежего приточного воздуха, эта технология широко применяется в энергосберегающих домах и позволяет значительно сократить затраты энергии на отопление.

## Устройство
Поквартирная рекуперация тепла осуществляется с помощью механической приточно-вытяжной вентиляционной установки с рекуператором, которая путём теплообмена между приточным и вытяжным потоками воздуха обеспечивает сохранение тепла, затраченного на подогрев приточного воздуха.
При поквартирной системе приточно-вытяжная установка с рекуперацией тепла устанавливается в каждой квартире, позволяя настраивать необходимые параметры воздухообмена и температуры приточного воздуха индивидуально в каждой квартире, независимо от других квартир.

## Принцип действия индивидуальной приточно-вытяжной установки для поквартирной рекуперации
Свежий воздух поступает через приточную решётку на фасаде здания, проходит по сети теплоизолированных воздуховодов до приточно-вытяжной вентиляционной установки с рекуперацией, в ней воздух фильтруется и поступает в рекуператор, в рекуператоре происходит теплообмен холодного свежего воздуха с улицы и тёплого отработанного воздуха, собранного из кладовых, санузлов и кухни. После теплообмена уже охлаждённый отработанный воздух выводится в теплоизолированном воздуховоде на кровлю здания.
Система поквартирной вентиляции с рекуперацией тепла полностью обновляет весь объём воздуха в квартире каждые два часа, поэтому воздух в помещении остаётся постоянно свежим, очищенным от загрязнений и вредных выделений материалов.
Приточный воздух подаётся в помещения уже подогретым до комфортной температуры, что исключает появление сквозняков и благоприятно сказывается на уровне комфорта квартиры.

## Виды индивидуальных приточно-вытяжных установок с рекуперацией тепла
Индивидуальные (поквартирные) приточно-вытяжные установки в большинстве случаев изготавливаются двух типов: с роторным утилизатором тепла и с пластинчатым утилизатором (рекуператором).

### Роторный утилизатор тепла
Роторный утилизатор тепла или регенеративный теплообменник представляет собой вращающийся ротор, в сектора которого поочерёдно помещается вытяжной воздух, отдающий свои тепло и влагу и вытяжной воздух, принимающий в себя эти тепло и влагу. Роторные теплоутилизаторы обладают наиболее высоким коэффициентом сохранения тепла из-за возможности передачи скрытого тепла во влаге воздуха. Роторные утилизаторы обладают существенными ограничениями по применению, так как объём подмешиваемого загрязнённого воздуха может достигать 5-8 %.

### Перекрестноточный рекуператор
Для многоэтажных жилых зданий наиболее подходящими являются приточно-вытяжные установки с перекрестноточным пластинчатым рекуператором или несколькими последовательно установленными рекуператорами (теплообменниками), если необходимо расширить рабочий диапазон наружных температур до −35° С и ниже. Такой тип рекуператора позволяет исключить подмес загрязнённого воздуха в приточном воздухе, используя при этом весь объём удаляемого воздуха для рекуперации.
Перекрестноточный рекуператор или рекуперативный теплообменник — представляет собой кассету, состоящую из набора металлических, полимерных или мембранных пластин, в которой приточный и вытяжной потоки воздуха проходят по каналам, разделённым пластинами. Потоки воздуха не смешиваются, при этом происходит постоянный теплообмен за счёт одновременного нагрева и охлаждения пластин с разных сторон. В случае использования мембранных теплообменников, кроме теплообмена постоянно осуществляется и возврат влаги. Это позволяет сохранить зимой и летом в помещениях здоровый и комфортный уровень влажности, не пересушивая воздух зимой и не переувлажняя летом. Пластинчатый рекуператор является одним из самых распространённых благодаря своей дешевизне и компактной конструкции.
Для помещений, в которых вытяжной воздух сильно загрязнён, и воздушные потоки должны быть надёжно разделены, или когда приточный и вытяжной воздуховоды находятся на расстоянии друг от друга, например на разных этажах здания используется приточно-вытяжная установка с промежуточным теплоносителем. Такой тип рекуперации тепла обладает меньшей эффективностью сохранения тепловой энергии и не используется в вентиляционных установках с малым расходом воздуха.

## Энергосбережение
По заявлениям производителей вентиляционные установки с перекрестноточными пластинчатыми рекуператорами, в зависимости от производителя и количества рекуператоров в комплекте, могут достигать при рабочих температурах до 70-90 % сохранения тепловой энергии вытяжного воздуха. При этом самые высокие показатели эффективности рекуперации при низких наружных температурах показывают модели с несколькими последовательными теплообменниками мембранного типа. Количество возврата тепла в них падает от 90-95 % при 0° С до 75-85 % при −35° С. Эффективность рекуперации колеблется у них, в зависимости от изменения уровня влажности наружного и вытяжного воздуха.
Применение рекуперации позволяет экономить (при температуре наружного воздуха от +5 до −5 градусов) в среднем до 70 % тепла, необходимого для подогрева поступающего воздуха. В отопительный сезон экономия на отоплении составляет около 50 процентов. По расчётам специалистов, при использовании поквартирной рекуперации экономия для квартиры 72 м² за «холодный» сезон может достигать 5 000 руб. в год при тарифе от 1 050 р./Гкал (Санкт-Петербург).

## Распространение

### Европа
В странах Европы системы рекуперации применяются повсеместно при реконструкции и новом строительстве жилых зданий и коммерческих помещений в соответствии с требованиями Киотского протокола и «Директивой по Энергопотребляемости Европейских Зданий». Евросоюз к 2020 году планировал строить дома исключительно пониженного энергопотребления.

### Россия
Строительство энергоэффективных зданий в России началось лишь в 2010-х. Несколько проектов энергосберегающих многоквартирных домов с системой рекуперации реализованы в Санкт-Петербурге и Москве.